# أقلحيات
أقلحيات (الاسم العلمي: Elaphrinae)، فُصيلة حشرات خنفسية من فصيلة الخنافس الأرضية، وتحتوي الفُصيلة على الأجناس التالية
- Blethisa Bonelli, 1810
- Diacheila Motschulsky, 1844
- أقلح Fabricius, 1775